# 小桥街道
小桥街道，是中华人民共和国河南省周口市川汇区下辖的一个乡镇级行政单位。

## 行政区划
小桥街道下辖以下地区：
建中社区、周淮社区、建东社区、纬一路社区、高庄社区、富民社区、建西社区、李多楼社区和彭埠口社区。